# Peter Dickens
Hans Peter Dickens (* 26. August 1900 in Düsseldorf; † 24. November 1975 in Duisburg-Huckingen) war ein deutscher Chemiker.

## Leben
Dickens studierte von 1919 bis 1924 in Marburg bei Johannes Gadamer und wurde 1924 zum Dr. phil. promoviert. Im gleichen Jahr wurde er wissenschaftlicher Mitarbeiter des Kaiser-Wilhelm-Instituts für Eisenforschung in Düsseldorf. Später war er Oberingenieur und Chefchemiker der Hüttenwerk Hückingen AG.
Dickens war seit dem Wintersemester 1919/20 Mitglied der Burschenschaft im ADB Sigambria, die über die Burschenschaft Hercynia schließlich 1950 in der Marburger Burschenschaft Rheinfranken aufging und der er bis zu seinem angehörte.

## Ehrungen
- 1966: Fresenius-Preis
- 1967: Verdienstkreuz 1. Klasse der Bundesrepublik Deutschland